# Homoporus luniger
Homoporus luniger är en stekelart som först beskrevs av Christian Gottfried Daniel Nees von Esenbeck 1834.  Homoporus luniger ingår i släktet Homoporus och familjen puppglanssteklar. Arten är reproducerande i Sverige. Inga underarter finns listade i Catalogue of Life.